# Autoestrada A19
Die Autoestrada A19 ist eine Autobahn in Portugal. Die Autobahn beginnt und endet in Leiria.

## Größere Städte an der Autobahn
- Leiria